# 野間昭典
野間 昭典（のま あきのり）は、生理学者、京都大学名誉教授、立命館大学教授。

## 来歴・人物
修道高等学校を経て、1969年広島大学医学部卒業。1977年広島大学大学院医学研究科博士課程修了（医学博士）。1977年ザール大学医学部訪問研究員、1979年岡崎国立共同研究機構生理学研究所助教授、1985年九州大学医学部教授を歴任し、1993年京都大学医学部教授。2008年立命館大学生命科学部教授となる。
研究分野は心筋生理学。特に心筋の膜興奮性、興奮・収縮連関、神経性調節、エネルギー代謝など。